# Grażyna Romańczuk-Woroniecka
Grażyna Katarzyna Romańczuk-Woroniecka – polska socjolog, profesor nauk społecznych, dr hab. socjologii.

## Życiorys
24 marca 2003 habilitowała się na podstawie rozprawy zatytułowanej Działania polityczne. Próba socjologii interpretatywnej. 6 lutego 2020 uzyskała tytuł profesora. Była prodziekanem Wydziału  Stosowanych Nauk Społecznych i Resocjalizacji w Uniwersytecie Warszawskim i członkiem prezydium Polskiej Akademii Nauk w Wydziale I Nauk Humanistycznych i Społecznych, w Komitecie Naukoznawstwa.